# Union de la droite et du centre
Die Union de la droite et du centre (deutsch: Union der Rechten und der Mitte; UDC) ist ein Begriff, der in Frankreich genutzt wird, um eine Wahlallianz zwischen rechten Parteien und Parteien der Mitte zu signalisieren.
Während der gesamten Fünften Republik verbündete sich die gaullistische Partei mit kleineren politischen Allianzen der Rechten und der Mitte, um eine Mehrheit in der Nationalversammlung oder bei Kommunalwahlen zu erreichen. Zwischen 2002 und 2012 wurde fast die gesamte Bewegung in der Union pour un mouvement populaire (UMP) zusammengeführt, die sich dann als „Partei der Rechten und der Mitte“ bezeichnete.
Der Begriff wird anschließend für die Listen und Kandidaturen der Partei Les Républicains (LR) und ihrer Verbündeten der Mitte (Union des démocrates et indépendants und Les Centristes) verwendet.
Im Hinblick auf die Parlamentswahlen im Juni 2022 hat der Präsident der LR, Christian Jacob, während eines Nationalkongresses am 7. Mai 2022 ein Abkommen vorgestellt, das gegenseitige Abkommen der drei Parteien vorsieht, darunter 457 Kandidaten der LR, 59 der UDI, 26 der LC und einer der Libertés et Territoires.

## Chronologie
| Wahl | Bündnis                               | Mitglieder | Mitglieder |
| ---- | ------------------------------------- | --- | ---------- |
| 1967 | Union des républicains de progrès     | - Union des démocrates pour la Cinquième République (UD-Ve) - Fédération nationale des républicains indépendants (FNRI) - Centre démocratie et progrès (CDP) |            |
| 1968 | Union des républicains de progrès     | - Union des démocrates pour la République (UDR) - Fédération nationale des républicains indépendants (FNRI) - Centre démocratie et progrès (CDP)             |            |
| 1973 | Union des républicains de progrès     | - Union des démocrates pour la République (UDR) - Fédération nationale des républicains indépendants (FNRI) - Centre démocratie et progrès (CDP)             |            |
| 1981 | Union pour une nouvelle majorité      | - Rassemblement pour la République (RPR) - Union pour la démocratie française (UDF) 1                                                                        |            |
| 1988 | Union du rassemblement et du centre   | - Rassemblement pour la République (RPR) - Union pour la démocratie française (UDF) 1                                                                        |            |
| 1993 | Union pour la France                  | - Rassemblement pour la République (RPR) - Union pour la démocratie française (UDF) 1                                                                        |            |
| 1997 | Union RPR-UDF                         | - Rassemblement pour la République (RPR) - Union pour la démocratie française (UDF) 1                                                                        |            |
| 2002 | Union pour la majorité présidentielle | - Union pour la majorité présidentielle (UMP) - Parti radical valoisien (PRV) - Démocratie libérale (DL)                                                     |            |
| 2007 | Union pour la majorité présidentielle | - Union pour un mouvement populaire (UMP) - Parti radical valoisien (PRV) - Nouveau centre (NC) - La Gauche moderne (LGM)                                    |            |
| 2012 | kein Bündnis                          | - Union pour un mouvement populaire |            |
| 2017 | Union de la droite et du centre       | - Les Républicains (LR) - Union des démocrates et indépendants (UDI) 2 - Les Centristes (LC)                                                                 |            |
| 2022 | Union de la droite et du centre       | - Les Républicains (LR) - Union des démocrates et indépendants (UDI) 2 - Les Centristes (LC)                                                                 |            |
| 2024 | Union de la droite et du centre       | - Les Républicains (LR) - Union des démocrates et indépendants (UDI) 2 - Les Centristes (LC)                                                                 |            |